# 生死格鬥 沙灘排球
《死或生 沙滩排球》（英文缩写为DOAX）是特库摩在2003年发布在Xbox上的沙滩排球游戏。该游戏与生死格鬥系列其余作品不同，后者由格鬥遊戲组成。此外，它还标志着该系列中的第一款游戏获得娛樂軟件分級委員會的“成熟”（M）评级。

## 评价
评论大部分是积极的，特别是对于排球比赛的深度，以及与高品质的视觉效果和动画。评论范围从差到非常高，导致GameRankings的平均评分为74％，Metacritic为73/100。

## 外部連結
- 官方网站
- 莫比游戏上的《生死格鬥 沙灘排球》（英文）